# Magács László
Magács László (Budapest, 1959. szeptember 14. –) magyar rendező, színházigazgató.

## Életpályája
1987–1992 között a Színház- és Filmművészeti Főiskola színházrendező szakán tanult Vámos László osztályában. 1991–1996 között a Nemzeti Színházban rendezett. 1992-től 10 évig a Merlin Színház Angol Szekciójának művészeti vezetője volt. 1997–1998 között az International Buda Stage igazgatójaként dolgozott. 2003–2012 között a Merlin Nemzetközi Színház  igazgatója volt. 2009 és 2011 Az Évadnyitó Színházi Fesztivál művészeti vezetője, 2012 és 2017 között az Átrium Film-Színház igazgatója. 2017-ben megalapította a TRIPet, melynek igazgatója és művészeti vezetője.
Rendezett többek között a Nemzeti Színházban (1991, 1992, 1994-1997), a Vidám Színpadon, illetve a későbbi Centrál Színházban (1992, 2006-2007), a Gyulai Szabadtéri Színpadon (1992), a Nagyváradi Állami Színházban (1994, 1997), a Fővárosi Nagycirkuszban (1995), a Weöres Sándor Színházban (2009), a Trafóban (2004) és a Grace Theatre-ben, valamint a Lachmere Theatre-ben Londonban (2001).

## Színházi munkái
A Színházi Adattárban regisztrált bemutatóinak száma: szerzőként: 1; műfordítóként: 1; színészként: 1; rendezőként: 47.

### Szerzőként
- Faragó Béla: A titok (1994)

### Fordítóként
- Gore: Fame (1991)

### Színészként
- Gore: Fame....

### Rendezőként
| - Marivaux: A vita (1991) - Gore: Fame (1991) - Marivaux: Véletlen szerelmek komédiája (1991) - Szenes Andor: Weekend (1992) - Weöres Sándor: Csalóka Péter (1992) - Gaal József: A peleskei nótárius (1992) - Shaw: Warrenné mestersége (1993) - Bárd Oszkár: Teleki László (1994) - Schwajda György: Himnusz (1994) - Faragó Béla: A titok (1994) - Grimm: Csipkerózsika (1995) - Divinyi-Világos: Those Good Old Days (1996) - Vörösmarty Mihály: Csongor és Tünde (1996) - Agatha Christie: Gyöngyöző cián (1996) - William Shakespeare: A makrancos hölgy (1997) - G. Dénes György: Lola Blau (1997) - Feydeau: Zsákbamacska (1997) - Balázs Béla: The Bluebeard's Castle (1998, 2002) - Reza: Art (1999) - Schnitzler: The Blues Room (1999) - Örkény István: Tóték (1999) - William Shakespeare: Shakespeare összes rövidítve (2000) | - William Shakespeare: Szentivánéji álom (2000) - Molnár Ferenc: The Devil (2001) - Levin: Veronica’s Room (2001) - William Shakespeare: Twelfth Night or What You Will (2002) - Hamlisch: They’re Playing Our Song (2002) - Jones: Stones in His Pocket (2002) - Auburn: Proof (2003) - Hamvai Kornél: Headsman’s Holiday (2003) - William Shakespeare: Hamlet (2005) - Ludlam: Mystery of Irma Vep (2006) - Marber: Közelebb (2006) - Hill: Asszony feketében (2007) - Kelly: After the End (2008) - Stephens: Pornography (2009) - Kálmán Eszter: Arthur Part One - The Legend Begins (2010) - Rupányi Izabel: Ady (2010) - Kálmán Eszter: Arthur Part Two - The Round Table (2013) |